# Nottuln
Nottuln är en kommun och ort i Kreis Coesfeld i Regierungsbezirk Münster i Nordrhein-Westfalen i Tyskland.
Det har funnits bebyggelse i Nottuln sedan ungefär 4000 före Kristus. Under 800-talet byggdes en församlingskyrka i Nottuln.
Efter det att kyrkan förstörts av brand 1748 återuppfördes den i baumbergersandsten efter ritningar av Johann Conrad Schlaun

## Bildgalleri

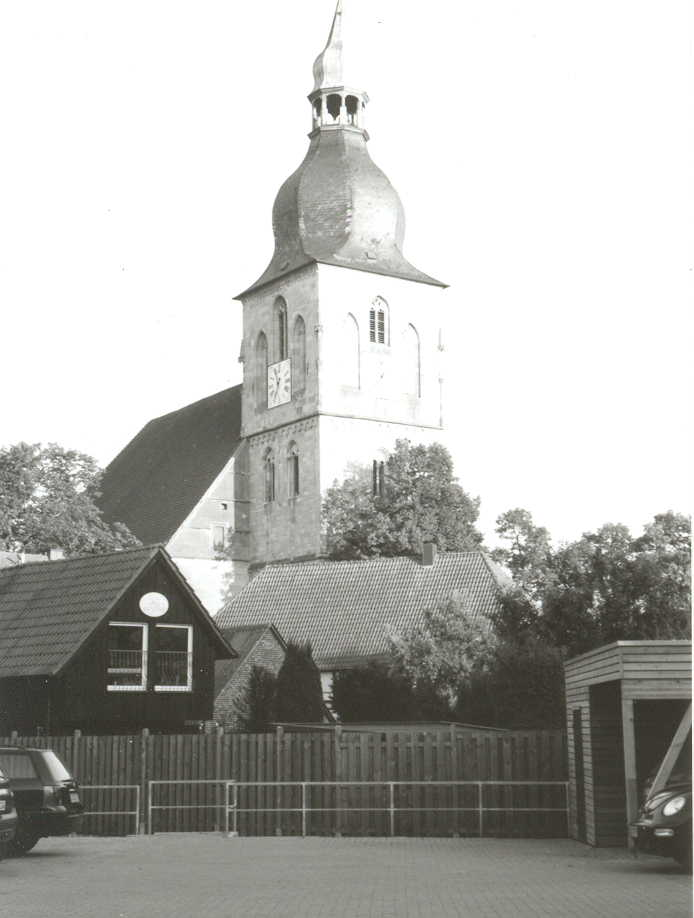
Kyrkan i Nottuln
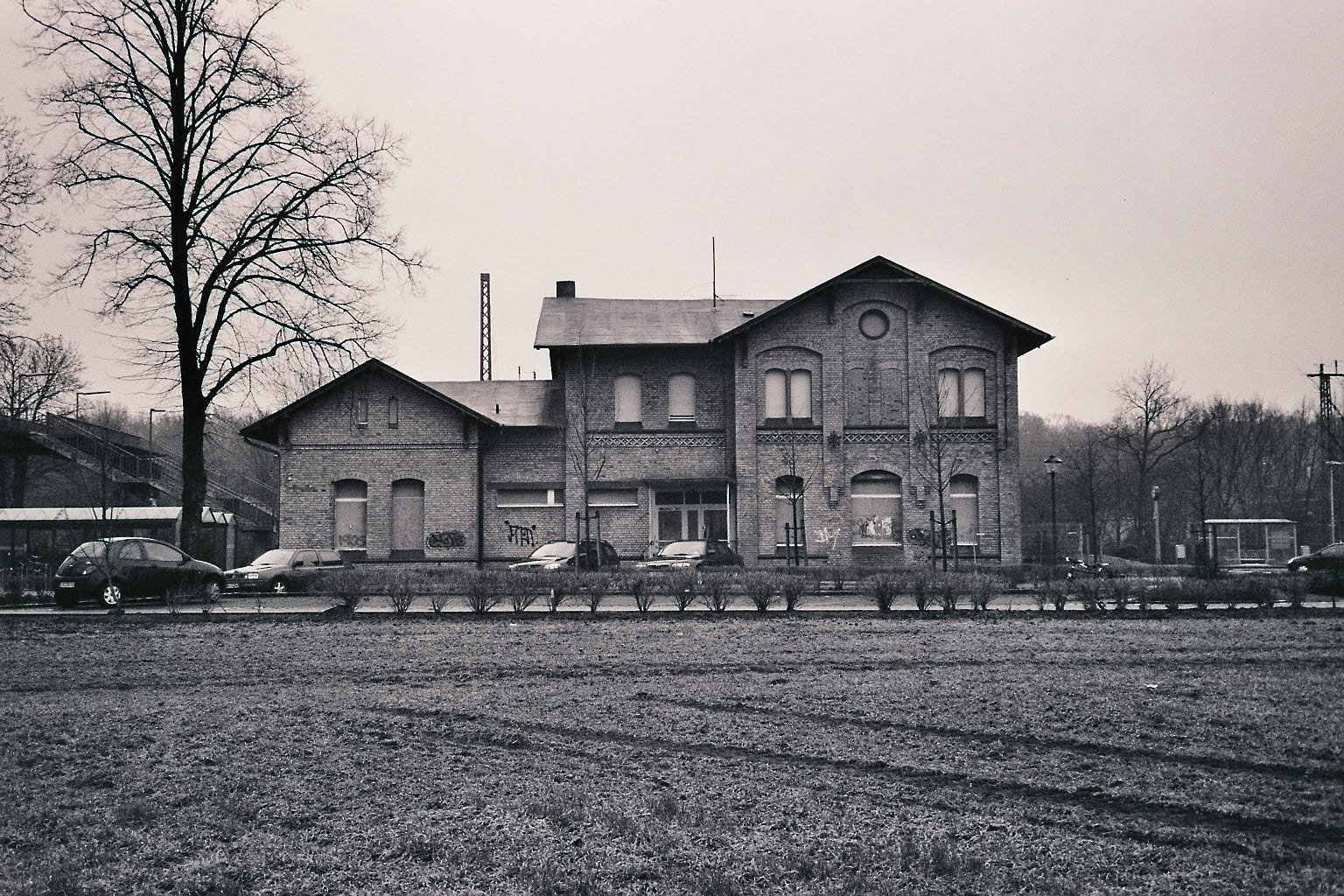
Järnvägsstationen i Appelhüsen, uppförd 1870 av Köln-Mindener Eisenbahn-Gesellschaft på linjen Wanne-Eickel–Hamburg. Byggnaden revs 2007 efter att ha blivit svårt skadad av Orkanen Kyrill.